# Fadime Şahindal
Fadime Şahindal (uttal ['fədime 'ʃa:hindal]), född 2 april 1975 i Elbistan i Kahramanmaraş i Turkiet, död 21 januari 2002 i Uppsala (folkbokförd i Östersund), var en kurdisk-svensk människorättsaktivist och samhällsdebattör. Hon engagerade sig i kampen mot hedersrelaterat våld men föll själv offer för ett hedersrelaterat mord. Gärningsmannen var hennes egen far, som därefter dömdes till livstids fängelse.
Şahindals liv och död blev en av utgångspunkterna för bildandet av människorättsorganisationen GAPF.

## Biografi
Fadime Şahindal föddes 1975 i den sydöstra, kurdiska delen av Turkiet, i en liten by utanför staden Elbistan. Hon har beskrivit att familjen var lycklig och arbetade tillsammans med lantbruk och djurskötsel, där var och en visste sin roll och sin uppgift. Men Fadime Şahindal och hennes yngre syster Songül har även berättat att de blev slagna som barn.
När Fadime Şahindal var sju år gammal flyttade hon, hennes mor, hennes fem systrar och en bror till Sverige. Hennes far hade migrerat till Sverige några år tidigare, 1981, och familjen följde efter. Fadime Şahindals liv i Sverige började i stadsdelen Nyby i Uppsala. Senare studerade hon vid Gränbyskolan i Uppsala.

### Kulturkrock och hedersproblematik
Det var efter flytten till Sverige som Fadime Şahindals familjeliv började förändras. Hon upplevde hur hennes tillvaro allt mer begränsades, hur kontrollen ökade över henne när hon blev tonåring och att föräldrarna uppfattade sig som alienerade i det svenska samhället. Släkten Şahindal är stor i Sverige, och hon har beskrivit hur familjen — hennes far och hennes bror — och andra manliga släktingar inskränkte hennes livsutrymme genom kontroll, hot och våld. Ett av de första tecknen på kontroll var att hon inte fick leka med svenska kamrater eller delta i aktiviteter utanför skolan. Familjen hade även bestämt att hon skulle åka till Turkiet för att gifta sig med en kusin.
För Fadime Şahindal blev situationen med tiden, och i takt med att hon växte upp till en ung kvinna, mer och mer ohållbar. Hon sökte hjälp från polisen och från andra myndigheter, men möttes, som hon beskriver det, av såväl okunskap som brist på förståelse för den svåra och hotfulla situationen. En av de poliser hon mötte hade dock insikter i ämnet hedersproblematik, och Fadime Şahindal fick ett larmpaket och erbjudande om en skyddad identitet.
Situationen eskalerade när familjen fick vetskap om att hon hade träffat en svensk pojkvän. Året var 1996 när de möttes och blev förälskade, och året efter avslöjades deras relation. År 1997 utsattes Fadime Şahindal för misshandel. Fadern Rahmi och brodern Mesut dömdes 1998 för misshandel och olaga hot. Fadime Şahindal lämnade Uppsala och flyttade till Sundsvall och fattade beslutet att offentligheten var hennes enda skydd.
År 1998 dog hennes pojkvän i en bilolycka, efter de två under sommaren planerat att flytta samman. Samma år misshandlade brodern Mesut henne öppet på Stora Torget i Uppsala, vid ett besök Fadime Şahindal gjorde i staden. Hon levde under långa perioder helt avskuren från sin familj. Fadime Sahindal bodde en tid hos sin vän riksdagsledamoten Nalin Pekgul, också hon kurd från Turkiet. Nalin Pekgul förhandlade fram en kompromiss med fadern, som lovade att inte förfölja sin dotter på villkor att hon inte visade sig i Uppsala och inte besökte pojkvännens grav. Fadime Sahindal började studera i Östersund men gjorde i hemlighet ändå besök hos sin mor och sina systrar i Uppsala.

### Aktivism och förvärrad familjekonflikt
Fadime Şahindal hade vid denna tid öppet börjat berätta om hedersförtrycket, om de krav och den kontroll hon levde under och det våld hon utsattes för. Hon medverkade bland annat i Sveriges Radio och Sveriges Television och beskrev även sitt liv och hedersnormernas mekanismer i en dokumentär producerad av Folkhälsoinstitutet.
För Fadime Şahindals far och andra i familjen och släkten uppfattades hennes agerande som att hon drog skam över dem. I de rättegångar som senare hölls beskrev fadern att han inte kunde se människor i ögonen och att hans dotter lämnat ut dem till offentligheten. Fadern bestred att han motsatt sig ett giftermål mellan dottern och den svenske pojkvännen, men Fadime Şahindal och andra runt omkring menade däremot att relationen med pojkvännen var en utlösande faktor för de ökade hoten och våldet mot henne.
Den 21 november 2001 höll Fadime Şahindal ett tal i Sveriges riksdag under seminariet ”Integration på vems villkor?”. Hon ville att beslutsfattarna skulle förstå hur utsatta invandrartjejer kan vara. När hon berättade sin livshistoria sade hon att ”ett beteende som mitt måste straffas och skulden skulle betalas i blod.” Talet fick stor uppmärksamhet och bidrog till den ökade uppmärksamheten för flickors och kvinnors utsatthet i hederskulturer som Fadime Şahindal såg som sin livsuppgift att väcka.
I talet i riksdagen berättade hon om hur hennes familj hade förändrats sedan de flyttat till Sverige, till exempel hur manliga släktingar hade börjat vakta henne för att de inte tyckte om hennes västerländska livsstil. Hon berättade också att hon som tonåring hade vägrat att låta sig bli bortgift med en kusin och att det faktum att hon nu hade en svensk pojkvän omöjliggjorde planerna att gifta bort henne på det sedvanliga sättet med en kurdisk man. Därför ansåg de manliga släktingarna att hon hade dragit skam över familjen och hotade att ta hennes liv. Fadime Şahindal hade även vid flera tillfällen framträtt i media, bland annat i flera TV-program, där hon berättat om sin utsatta situation.
När Fadime Şahindal höll sitt tal i riksdagen hade hon sedan några år läst socionomprogrammet på Mitthögskolan (nuvarande Mittuniversitetet) i Östersund. I Uppsala kunde hon inte leva, då hotbilden mot henne från hennes familj och släkt var hög. Under vårterminen 2002 skulle hon göra ett halvårs praktik och hade bestämt sig för att resa till Nairobi i Kenya för att utföra praktiken där.

### Död
Den 21 januari 2002 beslutade hon sig för att stanna till i Uppsala på vägen till Stockholm, dit hon skulle åka för att ordna med praktiska bestyr inför resan till Kenya. Hon saknade sin mor och sina systrar och ville träffa dem. De trodde alla att deras möte (vid fyratiden på eftermiddagen) skulle förbli hemligt, men fadern hade fått reda på att hon var i Uppsala och i en systers lägenhet i Nyby. De såg på TV under eftermiddagen och vid 19.15 kom deras mor till lägenheten. De kramade om varandra, låste dörren och väntade sedan på att den yngsta systern skulle komma hem. Efter ett tag ringde det på dörren, och de trodde att det var yngsta systern som kom; den som ringde på var dock fadern, vilket de kunde se genom dörrögat. De öppnade inte dörren när han ringde på, men fadern väntade ut henne. Det blev dock tyst i trapphuset efter en halvtimme. 
När Fadime Şahindal senare skulle lämna lägenheten för att åka till sin kamrat och sova över öppnade hon dörren och mötte då sin far. Han riktade en pistol mot henne, tog tag i hennes hår och avlossade två skott. Det ena skottet träffade henne i pannan och det andra i käken. Klockan 21.54 larmade systern Songül SOS Alarm. Obduktionen visade att Fadime Şahindal avlidit av det första skottet.
Fadern greps strax efter midnatt och erkände under dagen i det första förhöret 22 januari 2002. Som motiv angav han att Fadime Şahindal hade vanhedrat sin familj och släkt genom att ha sett till att hela världen fått kännedom om hur vissa kurdiska kvinnor behandlas. Enligt honom var dottern problemet och nu var problemet borta.
Mordet chockade Sverige, och många lyfte i den efterföljande samhällsdebatten fram att mordet hade kunnat förhindras ifall de många uppgifterna om att hederskulturer existerar tidigare hade tagits på större allvar. Den 4 februari begravdes Fadime Şahindal i Uppsala domkyrka. Officiant var domprosten Tuulikki Koivunen Bylund. Kronprinsessan Victoria, en rad ministrar och tusentals besökare kom till minneshögtiden.

## Följderna av hennes död

### Rättegångarna
Rahmi Şahindal fälldes den 3 april 2002 av Uppsala tingsrätt för mordet. Han dömdes till livstids fängelse och skadestånd till Fadime Şahindals yngre syster, eftersom mordet skedde inför de anhörigas ögon.
Den 24 april 2002 överklagade Rahmi Şahindal livstidsdomen, drog tillbaka sitt tidigare erkännande och hävdade istället att en för honom okänd man tvingat honom att erkänna mordet. Denne okände man ska enligt Rahmi Şahindal under mordkvällen ha ringt på dörren hemma hos familjen och sagt att han sköt Fadime Sahindal. Fadern vittnade även om att den okände mannen skulle ha hotat honom och sagt att han skulle döda hela familjen Şahindal om inte Rahmi Şahindal gjorde som han sade. Vem mannen var som Rahmi Şahindal sade sig ha blivit hotad av vägrade han att säga under rättegången med hänvisning till fara för sitt liv, men han sade sig veta mannens identitet. Rahmi Şahindal hävdade nu även att han inte ska ha haft någonting emot att Fadime Şahindal ville gifta sig med sin svenske pojkvän.
Vid rättegången i Svea hovrätt vittnade Fadime Şahindals mor, som tidigare inte hade vittnat i tingsrätten, till förmån för Rahmi Şahindal. Hovrätten trodde dock inte på föräldrarnas nya vittnesmål utan fastställde den 31 maj 2002 det av tingsrätten dömda livstidsstraffet.

### Uppmärksamhet kring mordet
Mordet på Fadime Şahindal, som har kommit att kategoriseras som ett hedersmord, har rönt stor och långvarig uppmärksamhet i medier och bland politiker. Det bidrog till en ökad debatt i Sverige omkring hederskultur och hedersvåld
Mordet gav även upphov till bildandet av Riksorganisationen GAPF (Glöm Aldrig Pela och Fadime) och TRIS (Tjejers rätt i samhället), vilka båda arbetar mot hedersvåld. GAPF hade årets innan bildats under namnet Glöm aldrig Pela, av människorättsaktivisten Sara Mohammad som fötts i den kurdiska delen av Irak. Namnet var efter Pela Atroshi, som föll offer för ett hedersmord 1999, vilket ändrades till nuvarande namn 2002. I januari varje år anordnar GAPF Fadimedagarna, där man under fyra dagar arrangerar seminarier om och aktiviteter mot hedersförtryck runt om i Sverige.
Fadime Şahindal ligger begravd på Uppsala gamla kyrkogård. Den 21 januari 2012, på tioårsdagen av mordet, invigdes ett monument till Fadimes minne i Uppsala. Detta skedde i samband med Fadimes plats nära Fyrisån fick sitt namn.

#### Offentlig debatt om hederskulturer och hedersbrott
Mordet på Fadime Şahindal jämte morden på Pela Atroshi i Irak 1999 och Sara Abed Ali i Umeå 1996 lyfte upp förekomsten av hedersmord till offentlig debatt. Debatter startade mellan olika välkända feministiska politiker, opinionsbildare och akademiker. Två olika tolkningar framträdde, där vissa hävdade en patriarkalisk tolkning i att mordet var ett uttryck för mäns våld mot kvinnor i nära relationer. En av denna tolknings starkaste företrädare var Gudrun Schyman, talesperson för Feministiskt Initiativ och före detta partiordförande för Vänsterpartiet. Andra hävdade en kulturell ståndpunkt i att mordet berodde på hederskultur. En känd företrädare för den kulturella förklaringen var Mona Sahlin, som då var Sveriges integrationsminister. Dessa två positioner blev starkt polariserade och antagonistiska.
Jan Guillou och Liza Marklund kritiserade i SVT:s Mediemagasinet en medielogik där mord utförda av svenskar beskrivs som en enskild tragedi, medan mord utförda av invandrare skildras som uttryck för en kultur. Dagens Nyheters ledarskribent Charlotta Friborg menade i en kommentar att svensk integrationsretorik varit naiv. Hon hänvisade till integrationsminister Mona Sahlin som medgett att samhället visat en otrolig flathet gentemot unga invandrarkvinnors rättigheter, och till forskaren Haideh Darahagi som skrivit "Att erkänna ’hedersmordens’ sanna kulturella natur är något mycket mer än att vara ärlig. Det är att lägga skulden där den bör läggas, det vill säga både hos den dominerande kulturen och hos den individuella förövaren som medvetet har valt detta alternativ."

### Senare efterspel
Släkten Şahindal har vid ett antal tillfällen varit med om tragedier. Den 8 april 2014 sköts Fadimes bror Mesut Şahindal till döds av polisen i samband med ett ingripande; han var då 34 år gammal. Han hotade poliserna med kniv och vägrade sedan släppa den trots uppmaningar, varningsskott och ett verkansskott som träffade honom i benet. Han var påverkad och uppträdde aggressivt mot sin mor. Sedan gjorde han ett utfall mot poliserna som då agerade i nödvärn.
Den 20 november 2014 hittades Fadimes syster Songül Şahindal död i sitt hem, 36 år gammal. Dödsorsaken var denna gång inte brottsrelaterad, och hon begravdes den 27 november samma år, bredvid Fadime.
En 46-årig släkting till Fadime Şahindal mördade sin tidigare partners sambo i Bollnäs 17 december 2016. Han dömdes till livstids fängelse av Hudiksvalls tingsrätt i maj 2017.
År 2017 häktades en 50-årig släkting till Fadime Şahindal för mordet på en annan familjemedlem, en 46-årig man som hittades död vid en sjö utanför Falun. Motivet för mordet var enligt åklagaren att 50-åringen ansåg att 46-åringens döttrar skulle dö eftersom de hade hälsat på män genom att skaka hand och att den 46-årige mannen skulle mörda dem. Den 50-årige mannen mördade 46-åringen med motivet att den senare vägrat mörda sina döttrar, enligt teorin. 50-åringen dömdes för mordet till 13 års fängelse och utvisning, men hedersmotivet ansågs inte bevisat, vare sig enligt tingsrätten eller hovrätten.
2015 fick Fadime Şahindals far sitt livstidsstraff omvandlat till 24 års fängelse av Svea hovrätt. 2018 släpptes han fri enligt praxis efter att 2002–2018 ha avtjänat två tredjedelar av straffet.

### Anmärkningslista

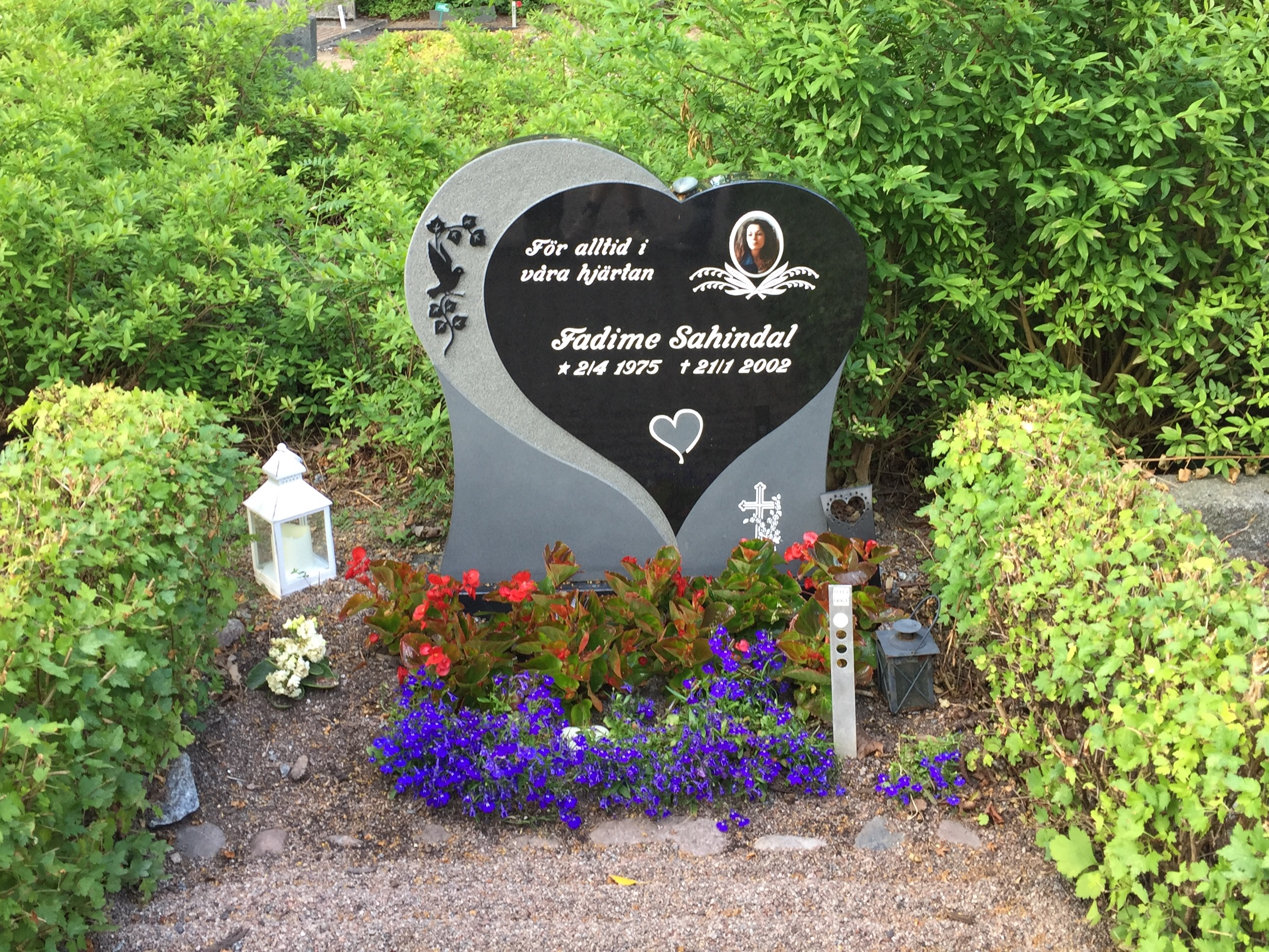
Fadime Şahindals grav på Uppsala gamla kyrkogård.

1. ↑  Fadime uttalas med betoning på första stavelsen.[6]